# Lilla Ristjärnen, Västergötland
Lilla Ristjärnen är en sjö i Härryda kommun i Västergötland och ingår i Göta älvs huvudavrinningsområde.